# Mauricio Casierra
Mauricio Casierra, né le 12 août 1985 à Tumaco (Colombie), est un footballeur colombien, qui évolue au poste de défenseur à l'Astra Ploiești. Au cours de sa carrière il évolue à l'Once Caldas, à l'Estudiantes, à Millonarios, à Belgrano et à Banfield, ainsi qu'en équipe de Colombie.
Casierra ne marque aucun buts lors de ses deux sélections avec l'équipe de Colombie depuis 2006.

## Carrière
- 2002-2006 : Once Caldas
- 2006-2007 : Estudiantes
- 2007-2008 : Once Caldas
- 2008-2010 : Millonarios
- 2010-2011 : Belgrano
- 2011-2012 : Once Caldas
- 2012 : Banfield
- 2012 : Astra Ploiești  [1]

## Palmarès

### En équipe nationale
- 2 sélections et 0 but avec l'équipe de Colombie depuis 2006.

### Avec l'Once Caldas
- Vainqueur de la Copa Libertadores en 2004.
- Vainqueur du Championnat de Colombie de football en 2003 (Tournoi d'Ouverture).

### Avec l'Estudiantes la Plata
- Vainqueur du Championnat d'Argentine de football en 2006 (Tournoi d'Ouverture).

## Source
- (en) Cet article est partiellement ou en totalité issu de l’article de Wikipédia en anglais intitulé « Mauricio Casierra » (voir la liste des auteurs).